# Pictus scoticus
Pictus scoticus là một loài rêu trong họ Amblystegiaceae. Loài này được C.C. Towns. mô tả khoa học đầu tiên năm 1982.